# James M. Buchanan
James McGill Buchanan Jr. (Murfreesboro, 3 ottobre 1919 – Blacksburg, 9 gennaio 2013) è stato un economista statunitense, noto per il suo lavoro sulla Teoria della scelta pubblica, vincitore nel 1986 del Premio Nobel per l'economia.

## Biografia
Laureatosi alla Middle Tennessee Normal School nel 1940, ha successivamente conseguito il suo Ph.D. alla Università di Chicago.
Buchanan è stato per lungo tempo professore alla George Mason University, ed è una figura di grande importanza presso la Virginia school of political economy. Buchanan ha inoltre insegnato presso importanti università quali la University of Virginia (fondando il Thomas Jefferson center), UCLA, Florida State University, University of Tennessee e il Virginia Polytechnic Institute and State University (dove è presente il Center for the Study of Public Choice).
In seguito Buchanan si trasferì insieme al centro presso la George Mason University. Tra i suoi lavori in campo economico vi è anche una rigorosa analisi della teoria dello scambio di voti.

## Lavoro
Il suo libro Il Calcolo del Consenso. Fondamenti logici della democrazia costituzionale è considerato un'opera classica che ha fondato la disciplina della Teoria della scelta pubblica in economia e scienza politica. In particolare, il libro concerne l'organizzazione politica di una società libera. 
Il Calcolo del Consenso sostiene che le decisioni del governo sono parte dell'economia, non fattori esogeni. Pertanto, le scelte e le azioni collettive vanno studiate ed analizzate come una parte dello studio del settore pubblico.
Inoltre viene descritta la Costituzione come una linea che separa le azioni private da quelle collettive. La Scelta Pubblica è così divisa in due fasi, una pre- e una post-costituzionale.
Buchanan si è inoltre occupato intensamente del Costituzionalismo fiscale. Il suo libro The Power to Tax: Analytical Foundations of a Fiscal Constitution (scritto insieme a Geoffrey Brennan) analizzò per primo come vengono effettuate le politiche fiscali. Gli scritti di Buchanan hanno inoltre sfidato le classiche visioni riguardo l'influenza dell'interesse personale dei politici sulle loro scelte.
Per primo, nel suo lavoro del 1950 Federalism and fiscal equity, ha definito il concetto di residuo fiscale.
La Scuola della Scelta Pubblica si divide attualmente in due rami: il primo è un ramo normativo che cerca di trarre principi e norme adeguati alla gestione del settore pubblico; il secondo è un ramo positivista che cerca di sviluppare teorie che possano predire il comportamento e le scelte del settore pubblico.

## Elenco di pubblicazioni
- The Collected Works of James M. Buchanan, di James M. Buchanan, sulla Library of Economics and Liberty. Opera in più volumi; protetta da copyright, ma accessibile e leggibile liberamente. Comprende:
  - Public Principles of Public Debt: A Defense and Restatement, di James M. Buchanan
  - The Calculus of Consent: Logical Foundations of Constitutional Democracy, di James M. Buchanan
  - Public Finance in Democratic Process: Fiscal Institutions and Individual Choice, di James M. Buchanan
  - The Demand and Supply of Public Goods, di James M. Buchanan
  - Cost and Choice: An Inquiry in Economic Theory, di James M. Buchanan
  - The Limits of Liberty: Between Anarchy and Leviathan, di James M. Buchanan
  - Democracy in Deficit: The Political Legacy of Lord Keynes, di James M. Buchanan
  - The Power to Tax: Analytical Foundations of a Fiscal Constitution, di Geoffrey Brennan e James M. Buchanan
  - The Reason of Rules: Constitutional Political Economy, di Geoffrey Brennan e James M. Buchanan